# 札樽線 (ジェイ・アール北海道バス)

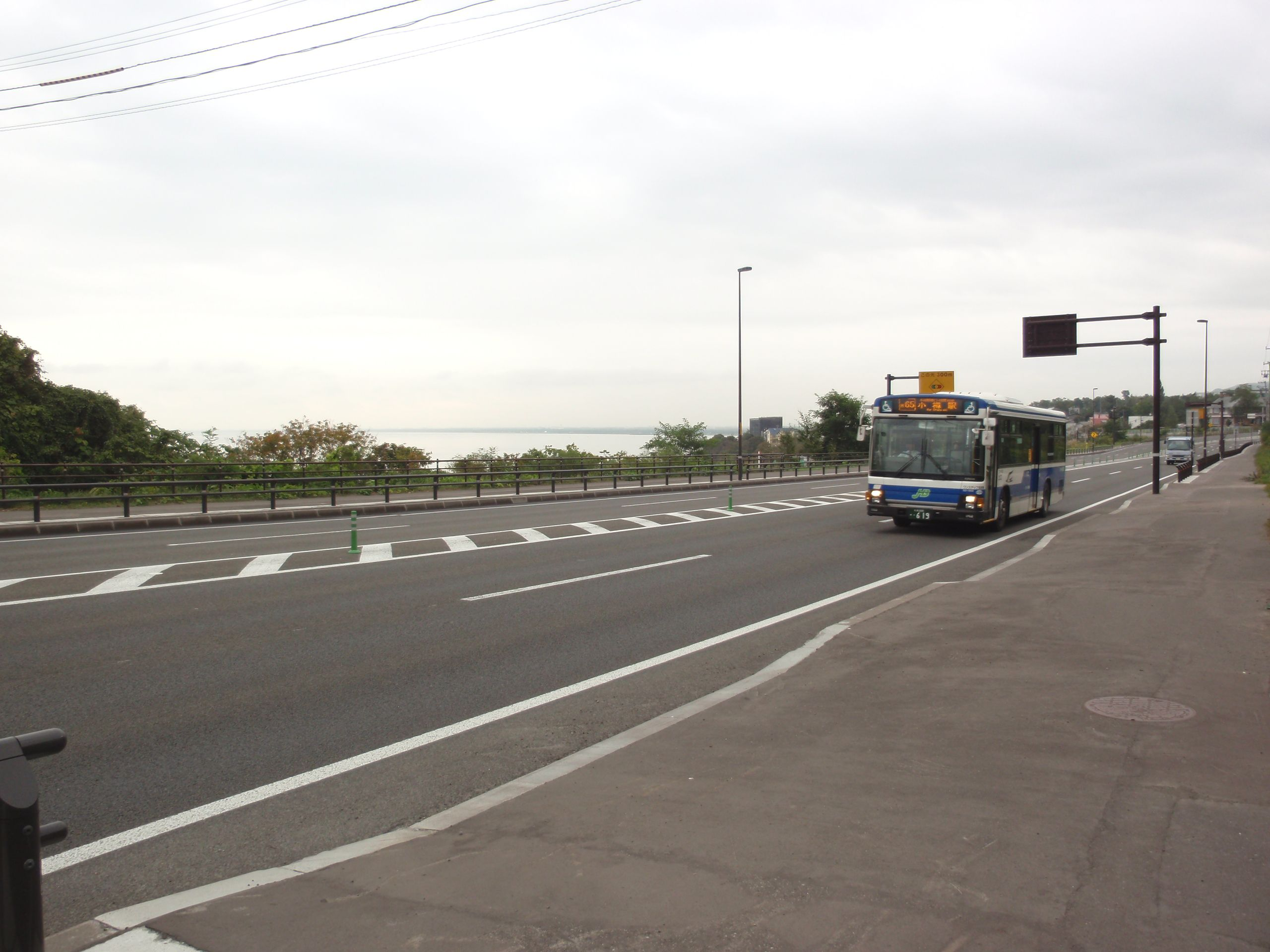
札樽線（張碓付近） 521-1902

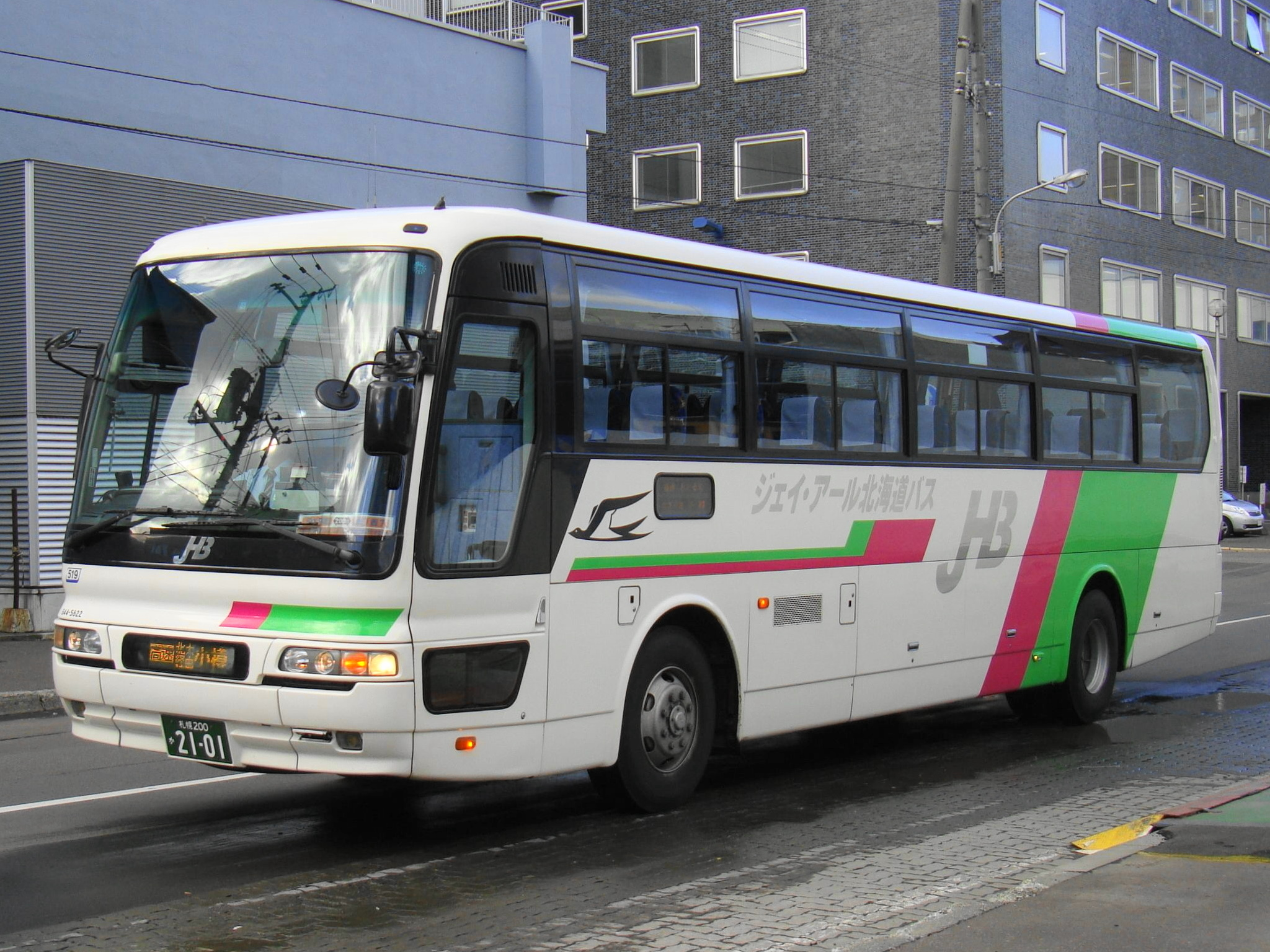
高速おたる号 644-5822

札樽線（さっそんせん）は、ジェイ・アール北海道バスが運行する自動車路線である。日本国有鉄道自動車局（国鉄バス）、北海道旅客鉄道（JR北海道）直営を経て、2000年4月以降はジェイ・アール北海道バスの運行となっている。
札幌都市圏の路線のうち、札幌市西部（西区・手稲区）および小樽市の路線で、主に手稲営業所・小樽営業所が担当する。2006年（平成18年）4月1日に各系統ごとに名称設定が行われ、以後案内上は「札樽エリア」という呼称で案内されている。
本項では、国鉄バス、JR北海道直営時代を含む路線の歴史と、札樽線の派生路線として札幌と小樽を結び運行する高速バス路線（うしおライナー・高速つばめ号・高速おたる号）についても記述する。

## 概要
札樽線は、北海道では初の省営バス路線として1934年（昭和9年）6月10日に開業した路線であり、当初はバス5台（東京瓦斯電気会社製の『千代田号』）とトラック3台という規模で、苗穂と手宮の間を4往復したほか、札幌と途中の軽川（「手稲町」自動車駅、のちの「手稲本町」バス停）で折り返す便が2往復というものであった。当時の札樽間には既に1日数十本の旅客列車が走っており、省営バス開業のねらいは多分に民営バス牽制にあったものと考えられる。苗穂 - 手宮間の所要時間は2時間12分と、列車より1時間近くかかる上に、運賃は1円30銭と、同区間の三等汽車賃の倍以上であり、当時は沿線人口が少なかったこととも相まって、開業当初は予想に比して利用者は多くなかった。1937年には開道70年記念博覧会が開催され、バス3両が増車された。さらに運賃を汽車賃並みに下げると、客足も伸びはじめた。日中戦争が拡大化した1938年、自動車用ガソリンが配給制となり、第二次世界大戦勃発後の1941年になると、軍用車を除き、大半の車が薪・木炭・コークスなどを用いた代燃車となった。道内の省営バスでは、大半が薪を用いたが、これも戦火の拡大で思うに任せぬようになり、鉄道並行路線であるということもあり、1944年4月20日に運休を余儀なくされた。
終戦後、1947年5月1日から運行が再開され、1950年には11往復に増発された。この年には北海道中央バスとの相互乗り入れ路線となっている。その後も増強は続き、1956年には38往復に増発され、1960年には特急便の運行が開始されたほか、支線の開設なども行われ、札幌と小樽の都市圏における郊外輸送も担当するようになった。この時点で、国鉄バス4原則の中では「鉄道線の培養」に相当する路線となっていた。
また、札樽線は北海道の国鉄バスでは最初に新型車両が投入される路線ともなっており、1952年に代用燃料車両を置き換えるためにガソリン車が投入されたのを始め、1954年にはディーゼルバス（日野BD31）、1959年には空気ばねを装備した車両も登場した。また、ワンマン化についても、北海道の国鉄バスでは1967年に本路線で開始されたのが最初である。
また、1961年に国鉄が採用した中長距離バスの専用塗装デザインが、1962年に本路線の特急便車両にも採用された。折りしもこの年は国鉄バスの原則に「鉄道線の補完」が加えられた年で、本路線は都市間連絡路線としての役割も担うことになった。1980年代の中ごろまで札幌近郊の国鉄路線は、長距離列車や貨物列車（1970年代までは石炭輸送列車が多かった）を主体としたダイヤであったため、地域間旅客輸送の需要を都市間バスで補完していたという経緯があり、「鉄道線の補完」という使命にも合致していた。1971年には札樽バイパス（現：札樽自動車道）の開通に伴い、特急便をバイパス経由とすることでスピードアップを図った。
特急便は1978年にいったん運行休止となったが、国鉄分割民営化を控えた1986年11月に札樽自動車道を経由する6往復の高速バス路線の運行を開始した。1987年2月には9往復に増便され、分割民営化直前の1987年3月5日からは、白地に橙色・赤色の帯が入るという、前年に登場していた183系500番台と同様の塗装デザインを施した新車（日野RU638BB）に9往復全てを置き換え、サービスおよびイメージの向上を図った。
| 北大経由便は札幌ターミナルへ乗り入れ |  | 札幌駅前は北レーンJRバス乗り場に統一 |
| 北大経由便は札幌ターミナルへ乗り入れ |  | 札幌駅前は北レーンJRバス乗り場に統一 |

民営化後も高速バスの増強は続き、1992年10月からは札幌北インターチェンジ経由で「高速つばめ号」を運行開始、同時にこれまでの円山経由便は「うしおライナー」という愛称となった。2001年に高速バスは北海道中央バスと共同運行という形態となり、愛称も「高速おたる号」に揃えられている。一部に利用制限は残るものの、札樽間高速バス共通カードの発行や停留所の統一などにより、北大経由便と円山経由の高速おたる号、高速よいち号、高速しゃこたん号、高速いわない号、高速ニセコ号を合わせた運行回数は120往復（一部時間帯を除き1時間あたり8本）の高頻度輸送となり、利便性は格段に向上した。このときから、「高速おたる号」に運用されるJRバス車両には運行管理のため北海道中央バスの無線が搭載されるようになった。
一方、札幌都市圏輸送についても増強が続けられ、特に手稲駅にはエリア内の多数の路線が集中し、エリアの拠点となっている。1999年2月25日に札幌市営地下鉄東西線が宮の沢駅まで延伸された際には、地下鉄のフィーダー輸送の需要が高まることに対応し、宮の沢駅を新たな拠点に加えて大幅な路線の再編を行う一方で、快速便や区間便の設定を行うことでバスの快適性をアピールする方策を採った。
2004年4月からは北海道内の一般路線では初の試みとして、「55-1」系統（平日朝にJR札幌駅行き2本）において、車両の中に芳香剤と化粧直し用の鏡を数個設置した「女性専用バス」の運行を開始した。

### 年表
- 1934年（昭和9年）6月10日 - 札樽線・苗穂 - 手宮開業[17]。
- 1950年（昭和25年） - 札樽線に快速バス運行開始。
- 1960年（昭和35年） - 特急バス運行開始。
- 1971年（昭和46年）12月5日 - 特急バスが札樽バイパス（後の札樽自動車道）経由となる。
- 1978年（昭和53年）12月1日 - 特急・急行バス休止。
- 1986年（昭和61年）11月1日 - 特急バスを復活。札樽自動車道経由で運行開始。
- 1992年（平成4年）10月1日 - 札樽自動車道全線開通に伴い、札幌北IC経由（北大経由）を新設、札幌市内相互乗降の扱いはせず。円山経由にうしおライナー、札幌北IC経由に高速つばめ号の愛称が与えられる[13]。
- 1999年（平成11年）2月25日 - 札幌市営地下鉄東西線の宮の沢駅延長に伴い、市内路線の再編実施。札幌市営バスから一部路線を譲り受ける。うしおライナーに「西町北20丁目」（宮の沢駅近く）を、小樽市内側に「潮見台」を増設。
- 2001年（平成13年）
  - 4月1日 - うしおライナーに「時計台前」を増設。
  - 12月1日 - うしおライナー・高速つばめ号を北海道中央バス「高速おたる号」と統一。札幌北IC（北大）経由の札幌市内相互乗降が可能となる。新たに、「新光」「見晴」「札幌ターミナル（北大経由のみ）」停留所を増設、小樽行のみ「花園公園通」停留所を「市役所通」に改称する。

## 路線・運行系統
2006年系統名設定後、2025年（令和7年）4月1日現在。
「宮の沢駅前」は宮の沢バスターミナルに発着。「JR札幌駅」停留所（札幌駅バスターミナル）は再開発事業に伴い一時閉鎖となり、2023年（令和5年）10月1日から2028年（令和10年）度までの予定で「札幌駅前」路上停留所発着となる。
札幌市交通局（札幌市営地下鉄）との連絡運輸（乗継割引）は、宮の沢駅前および地下鉄琴似駅前から各区間（宮の沢乗継にて、宮65は星置橋間、55・57・61の札幌駅前方向は西区役所前間）、札幌駅前発着各系統は札幌駅前 - 琴似営業所前（快速便）・山の手1条通（普通便）間にて、札幌駅前（さっぽろ駅）、時計台前または北1条西4丁目（大通駅）で適用される。高速おたる号、期間限定路線の一部は対象外。乗継割引に関する概要は札幌市営地下鉄#乗継割引を参照。

### 宮の沢駅発着
系統番号に「宮」（一部「琴」）が付く。数字のみおよび「快速」は札幌駅前発着。

#### 国道5号経由手稲駅方面、札幌駅前方面
札幌駅前 - 宮の沢駅前 - 手稲駅南口間「札幌駅前 - 時計台前 - 北1条西4丁目 - 北1条西7丁目 - 北1条西12丁目 - 道立近代美術館 - 円山第一鳥居 - 琴似営業所前 - 西区役所前 - 西町北7丁目 - 西町北20丁目 - 宮の沢駅前 - 手稲追分 - 西宮の沢5条2丁目 - 富丘 - 手稲本町 - 手稲駅南口」共通経路。快速便は同区間で宮の沢駅前を除く左記停留所のみ停車。
手稲線

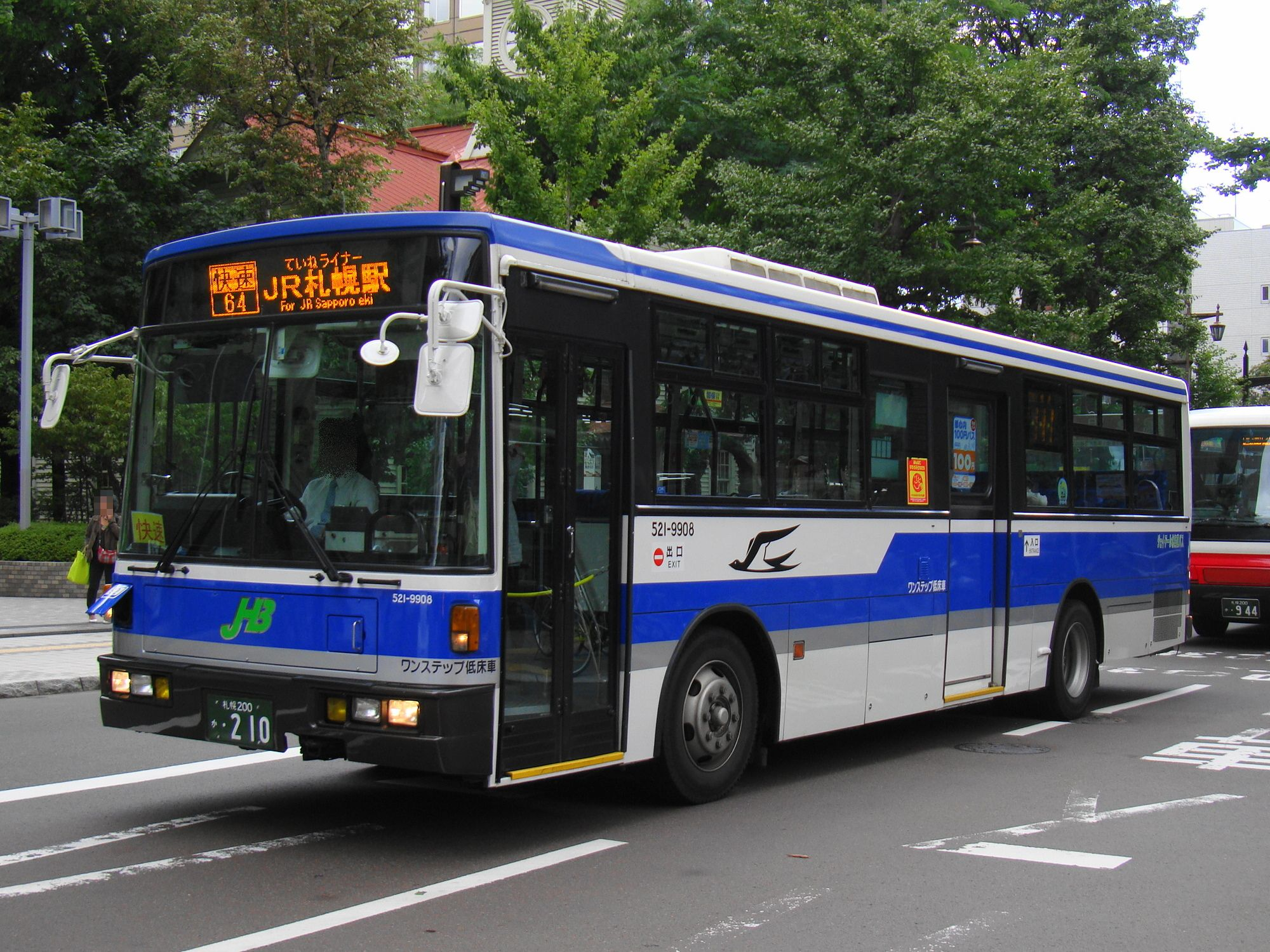
快速64「ていねライナー」 521-9908

- 55・55-1：札幌駅前 - 宮の沢駅前 - 手稲駅南口 - 手稲営業所前
  - 55-1は宮の沢駅前を経由しない。2012年（平成24年）11月30日まで女性専用バスの設定があった[21]。
  - 2022年（令和4年）4月1日、宮55系統廃止[22]。
- 快速64「ていねライナー」：札幌駅前 - 手稲駅南口 - 手稲営業所前 - 手稲鉱山通・手稲稲穂1条7丁目東 - 手稲鉱山通
  - 2001年（平成13年）12月1日、一部便を手稲営業所前発着より手稲鉱山通着・手稲稲穂1条7丁目東発に延長[23]。
  - 2002年（平成14年）12月1日、全便を延長[24]。
  - 2007年（平成19年）4月1日、快速64-2 JR札幌駅←手稲稲穂1条7丁目東系統を普通便に変更し57 手稲鉱山線に統合[25]。

手稲金山線

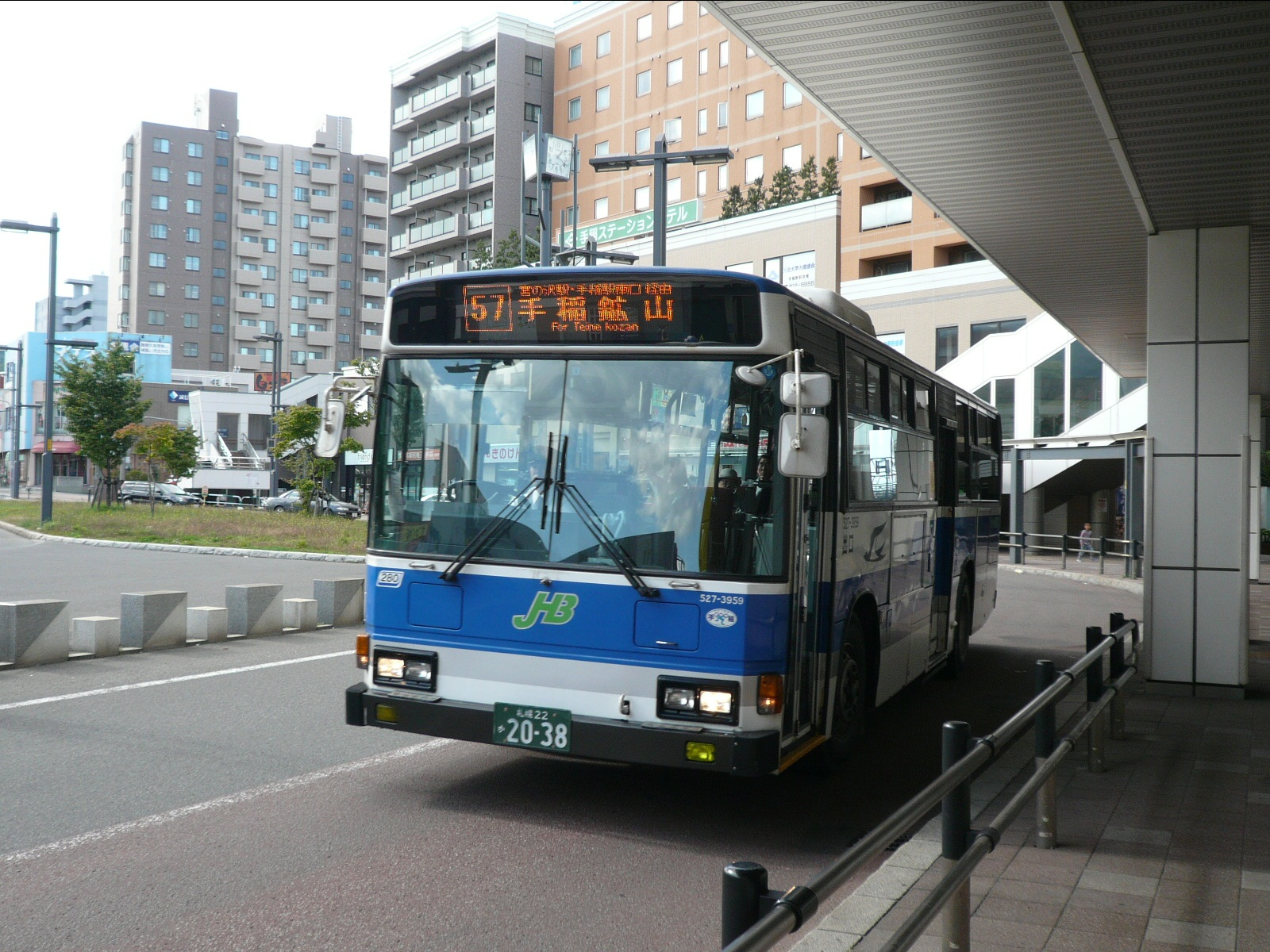
57 手稲鉱山行 527-3959

- 57・宮57：札幌駅前 - 宮の沢駅前 - 手稲駅南口 - 手稲営業所前 - 手稲鉱山通 - 手稲金山1条1丁目 - 星置の滝 - イムスリハビリ病院前
  - 2015年（平成27年）4月1日、57の一部を宮の沢駅で分割、宮57を新設[26]。
  - 2024年（令和6年）12月1日、「手稲鉱山」停留所を廃止し、「イムスリハビリ病院前」停留所を新設および終点を移動。同時に手稲金山線に変更[27]。

西町線
- 61：札幌駅前 - 宮の沢駅前
  - 2015年（平成27年）4月1日、57の一部を宮の沢駅で分割、61を新設[26]。
  - 快速63 JR札幌駅 - イオンモール札幌発寒は2010年（平成22年）4月1日新設、2016年（平成28年）4月1日、系統廃止[28]。

山口線（宮の沢）
- 宮44：宮の沢駅前 - 手稲駅南口 - 曙5条2丁目 - 曙通 - あすかぜ高校前
  - 時期不詳   宮44 ・宮53の前身となる、47 宮の沢(現・宮の沢駅前)→発寒駅→手稲駅南口→手稲営業所前→稲西高校が開設。当時は札幌駅発のバスが主だったため、宮の沢始発は1日1本のみだった。[29]
  - 1991年（平成3年）4月8日、系統番号を83に変更。 [30]
  - 1999年（平成11年）2月25日、経路を富丘・曙通経由に変更し、系統番号を44に変更。 [31]
  - 2006年（平成18年）4月1日、系統名として山口線を付与。さらに、系統番号を宮44に変更。[32]
  - 2008年（平成20年）12月1日、富丘・手稲営業所前経由の宮53が開設された。[33]
  - 2013年（平成25年）4月1日、札幌稲西高校の閉校に伴い、宮53 宮の沢駅前→手稲駅南口→手稲営業所前→稲西高校前および星91 星置駅→稲西高校前を廃止。同時に「稲西高校前」停留所を「星置通東」に改称。
  - 2021年（令和3年）3月1日、宮の沢駅前 - あずかぜ高校前 - 山口神社前 - ほしみ高等学園系統廃止[34]。

山口団地線（宮の沢）
- 宮45：宮の沢駅前 - 手稲駅南口 - 曙5条2丁目 - 曙通 - 曙10条2丁目 - 手稲山口団地

星置線
- 宮59：宮の沢駅前 - 手稲駅南口 - 手稲営業所前 - 手稲鉱山通 - 星置橋 - 星置養護学校 - 星置2条6丁目 - 星置駅

小樽線
- 宮65・手65：宮の沢駅前 - 手稲駅南口 - 手稲営業所前 - 手稲鉱山通 - 星置橋 - 星野 - 銭函 - 桂岡 - 張碓 - 朝里町 - 小樽築港駅 - 住吉神社前 - 小樽駅
  - 札樽線のかつてのメインルートである。旧国鉄バスの基幹路線として札幌駅 - 小樽駅間を国道5号経由で運行。快速便と一部停留所を通過する急行便、札樽自動車道を経由する特急便がそれぞれ運行されたが、一般道経由は系統が分割されている。
  - 小樽営業所の担当便の一部では、運用上の都合から「高速おたる号」の車両が使用される[35]。
  - 1999年（平成11年）2月25日、地下鉄東西線宮の沢延伸時の改正で、65 札幌駅 - 手稲駅南口 - 張碓 - 小樽駅を65（現・宮65） 宮の沢駅 - 張碓 - 小樽駅と66 札幌駅 - 宮の沢駅 - 張碓に系統分割。
  - 2007年（平成19年）4月1日、66-1 JR札幌駅←宮の沢駅前を経由しない←張碓、快速66-2 JR札幌駅←桂岡を、66普通便（宮の沢駅前経由）に統合[25]。
  - 2009年（平成21年）12月1日、宮65の一部をJR札幌駅まで延長し快速65 JR札幌駅←小樽駅を設定[36]。
  - 2016年（平成28年）4月1日、66廃止[28]。
  - 2019年（令和元年）12月1日、宮65の一部便を短縮し手65 手稲駅南口 - 小樽駅を設定。
  - 2021年（令和3年）3月1日、快速65系統廃止[34]。

#### 発寒経由手稲駅方面
発寒団地線
- 宮42：宮の沢駅前 - 発寒駅通 - 宮の沢桜井通 - 発寒団地前 - 稲積公園駅 - 富丘小学校前 - 手稲駅南口 - 手稲区体育館 - 樽川通 - 曙9条1丁目 - 手稲山口団地
  - 2018年（平成30年）4月1日、42 JR札幌駅←宮の沢駅前←上記経路←手稲山口団地系統廃止[37]。

富丘線
- 宮58：宮の沢駅前 - 発寒6条13丁目 - 宮の沢1条5丁目 - 宮の沢桜井通 - 富丘2条6丁目 - 手稲本町1条1丁目 - 手稲駅南口

新発寒線（手稲駅）
- 宮49・宮49-1：宮の沢駅前 - 琴似工業高校 - 発寒14条14丁目 - 共栄橋 - （ていねプール - ）稲積公園前 - 前田4条11丁目 - 手稲駅北口
  - 2000年（平成12年）4月1日に札幌市営バス琴似営業所の西45発寒線を移譲された路線。宮49-1はていねプール経由。

稲積線
- 宮74：宮の沢駅前 - 琴似工業高校 - 発寒14条14丁目 - 発寒公園前 - 新陵小学校通 - 開拓橋 - 前田4条11丁目 - 手稲駅北口
  - 1999年（平成11年）2月25日、地下鉄東西線宮の沢延伸に伴い、札幌市営バス琴似営業所の西47稲積線をJRバスへ移譲。同時に起点を地下鉄琴似駅から宮の沢駅に短絡。

#### その他方面
琴似西野線
- 琴29：JR琴似駅 - 地下鉄琴似駅前 - 山の手3条8丁目 - 西野3条4丁目 - 宮の沢3条3丁目 - 宮の沢3条5丁目 - 西宮の沢5条1丁目 - 宮の沢駅前
  - 案内上は琴似エリアの路線として案内される。
  - 1999年（平成11年）
    - 2月25日、札幌市営地下鉄東西線の宮の沢駅延伸に伴い、以下の路線を新設。
      - JRバス：循環51 発寒駅→宮の沢駅前→宮の沢3条3丁目→上手稲神社前→宮の沢駅前→発寒駅および、循環52 宮の沢駅前→宮の沢3条3丁目→上手稲神社前→宮の沢駅前
      - 札幌市営バス：西29 琴似西野線 地下鉄琴似駅前 - 山の手橋 - 上手稲神社前 - 宮の沢駅前および、環10 宮の沢環状線 宮の沢駅前 - 上手稲神社前 - 宮の沢3条3丁目 - 宮の沢駅前

    - 10月1日、JRバスが循環54 発寒駅→宮の沢3条3丁目→上手稲神社前→宮の沢駅前→発寒駅を新設。

  - 2000年（平成12年）4月1日、札幌市営バスの環10がJRバスへ移譲され、循環51・循環52・循環54の系統も環10に一本化。系統番号は循環51（時計回り）および循環52（反時計回り）に変更。
  - 2003年（平成15年）4月1日、西29が札幌市営バスからジェイ・アール北海道バスへ移譲。
  - 2006年（平成18年）4月1日、ジェイ・アール北海道バスの系統番号・路線名再編により、以下のように変更される。
    - 西29：琴29に変更
    - 循環51・循環52：循環宮51・循環宮52に変更、系統名「宮丘線」設定

  - 2008年（平成20年）12月1日、循環宮51・循環宮52を廃止し系統再編。琴29を上手稲神社前経由から宮の沢3条3丁目経由に変更。琴50 琴似手稲線（JR琴似駅 - 手稲駅南口 - 手稲営業所前）を宮の沢駅前・宮の沢3条3丁目経由とする[38]。同時にこれに伴い琴29を琴似営業所から手稲営業所に移管。
  - 2015年（平成27年）4月1日、琴50 琴似手稲線（JR琴似駅 - 宮の沢駅前 - 上手稲神社前 - 宮の沢3条3 - 手稲駅南口 - 手稲営業所前）を廃止し当路線と統合。JR琴似駅に延長[26]。

宮丘線
- 宮50：宮の沢駅前 - 上手稲神社前 - 宮の沢3条3丁目 - 宮の沢3条5丁目
  - 2008年（平成20年）12月1日、循環宮51・循環宮52 宮丘線の系統再編に伴い新設[38]
  - 2015年（平成27年）4月1日、琴50を廃止、宮50を宮丘線に変更[26]。

新発寒線（循環、科学大学）
- 循環宮46・宮46：宮の沢駅前 - 発寒駅通 - 新発寒小学校 - 新発寒4条4丁目→新陵中学校前→新陵小学校通→共栄橋→新発寒4条4丁目
  - 宮46は新陵中学校前始発。
  - 2004年（平成16年）4月1日、循環46 発寒駅北口循環として、発寒駅北口発着で運行開始[39]。後の循環寒46。
  - 2017年（平成29年）4月1日、循環寒46を廃止し、循環宮46・宮46新設[40]。

- 宮79：宮の沢駅前 - 琴似工業高校 - 発寒14条14丁目 - 共栄橋 - 稲積公園前 - 前田6条14丁目 - 北海道科学大学
  - 2000年（平成12年）4月1日に札幌市営バス琴似営業所の西75発寒線を移譲された路線。
  - 2019年（平成31年）4月1日、宮79-1を廃止。ていねプール経由を宮49-1に一本化[41]。

### 手稲駅発着
系統番号に「手」が付く（手65は上節参照）。
山口団地線（手稲駅）
- 循環手40・手40・循環手41・手41：手稲駅北口 - 鉄北小学校通 - 樽川通 - 曙9条1丁目 - 手稲山口団地 - 曙10条2丁目 - 曙通 - 曙5条2丁目 - 手稲区体育館 - 手稲駅北口
  - 循環手40は樽川通先回り、手40は樽川通経由山口団地、循環手41は曙通先回り、手41は曙通経由手稲山口団地。
  - 2012年（平成24年）12月1日、快速95「ショッピングライナー」 札幌駅 - 西町北20丁目 - 新発寒5条2 - 樽川通 - 手稲山口団地系統廃止[42]、手95（手稲駅北口 - 前田6条10 - 樽川通 - 手稲山口団地）を新設。
  - 2013年（平成25年）4月1日、手95系統廃止[43]。

山口線（手稲駅）
- 手44：手稲駅北口←手稲区体育館←曙5条2丁目←曙通←あすかぜ高校前←山口←山口神社前←ほしみ高等学園
  - 2019年（平成31年）4月1日時点で、手53 手稲駅南口 - 手稲営業所前 - あすかぜ高校前 - ほしみ高等学園、手83 手稲駅北口 - 樽川通 - あすかぜ高校前 - ほしみ高等学園は運行されていない。

科学大学線
- 循環手48・手48：手稲駅北口 - 鉄北小学校通 - 樽川通→北海道科学大学→前田中学校→前田中央通→樽川通
  - 手48は北海道科学大学→前田中央通→手稲駅。

ていね山線

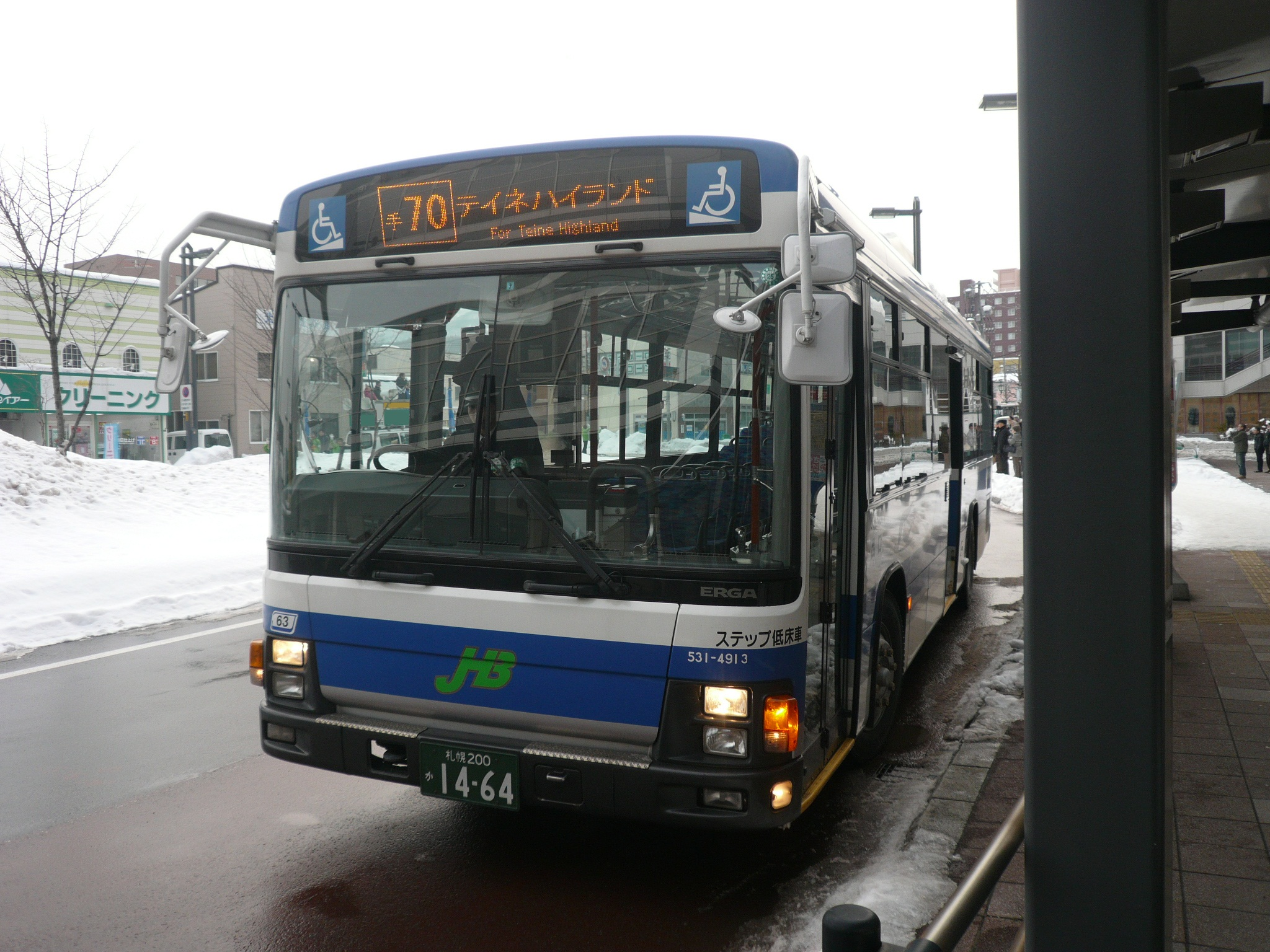
手70 テイネハイランド行 531-4913

- 手70：手稲駅南口 - 手稲本町 - 聖火台スキー場 - テイネオリンピア前 - テイネハイランド（冬季のみ運行）
  - 特急70・宮70 JR札幌駅 - 宮の沢駅前 - テイネハイランド、高速 北24条西5丁目 - 麻生駅（麻生バスターミナル） - テイネハイランドは運休。

明日風線
- 手84：手稲駅北口 - 手稲区体育館 - 曙5条2丁目 - 曙通 - 明日風3丁目 - 星置スケート場 - 星置駅 - 星置養護学校 - 星置通
  - 2008年（平成20年）4月1日、手稲駅北口 - 明日風3丁目間新設[44]。
  - 2020年（令和2年）4月1日、手82 試験場線を統合し現経路となる[45]。明日風3丁目発手稲駅北口行も残存。
- 手85：手稲駅北口 - 前田4条11丁目 - 前田6条14丁目 - 北海道科学大学 - 樽川通 - 曙通 - 明日風3丁目 - 星置スケート場 - 星置駅
  - 2009年（平成21年）4月1日、新設[46]。

試験場線
- 手80・手81・手90：手稲駅北口 - 手稲区体育館 - 曲長通 - 運転免許試験場 - 星置スケート場 - 星置駅 - 星置養護学校 - 星置通
  - 手80は星置駅止まり。
  - 手90は手稲駅 - 運転免許試験場。
  - 2000年（平成12年）4月1日、87 手稲駅北口 - 下手稲通 - 星置駅の廃止に伴い81・82（手81・手82）を経路変更。同時に86・89 手稲駅北口 - 運転免許試験場（86のみ） - 星置駅 - ほしみ駅を廃止。
  - 2020年（令和2年）4月1日、手82（手稲駅北口 - 運転免許試験場を経由せず - 星置通）を手84 明日風線へ統合廃止[45]。
  - 2023年（令和5年）10月1日、手81を星置駅止まりにした、手80が開設された。それに伴い、手81は土休日運休となった[47]。
- 80：JR札幌駅 - 宮の沢駅前 - 運転免許試験場
  - 2018年（平成30年）4月1日廃止[37]。

## 高速バス

### 高速おたる号
北海道中央バスとともに、札幌市 - 小樽市を結ぶ都市間高速バス「高速おたる号」を運行する。
円山経由（旧「うしおライナー」）
- 札幌駅前 - 円山第一鳥居 - 西町北20丁目 - （札樽自動車道 札幌西IC - 小樽IC） - 潮見台 - 住吉神社前 - 小樽駅前

北大経由（旧「高速つばめ号」）
- 札幌駅前→札幌ターミナル - 北大正門前 - 地下鉄北34条駅前 - （札樽自動車道 札幌北IC - 小樽IC） - 潮見台 - 住吉神社前 - 小樽駅前
  - 札幌駅前→札幌ターミナルは往路・復路とも矢印順に停車[48]。

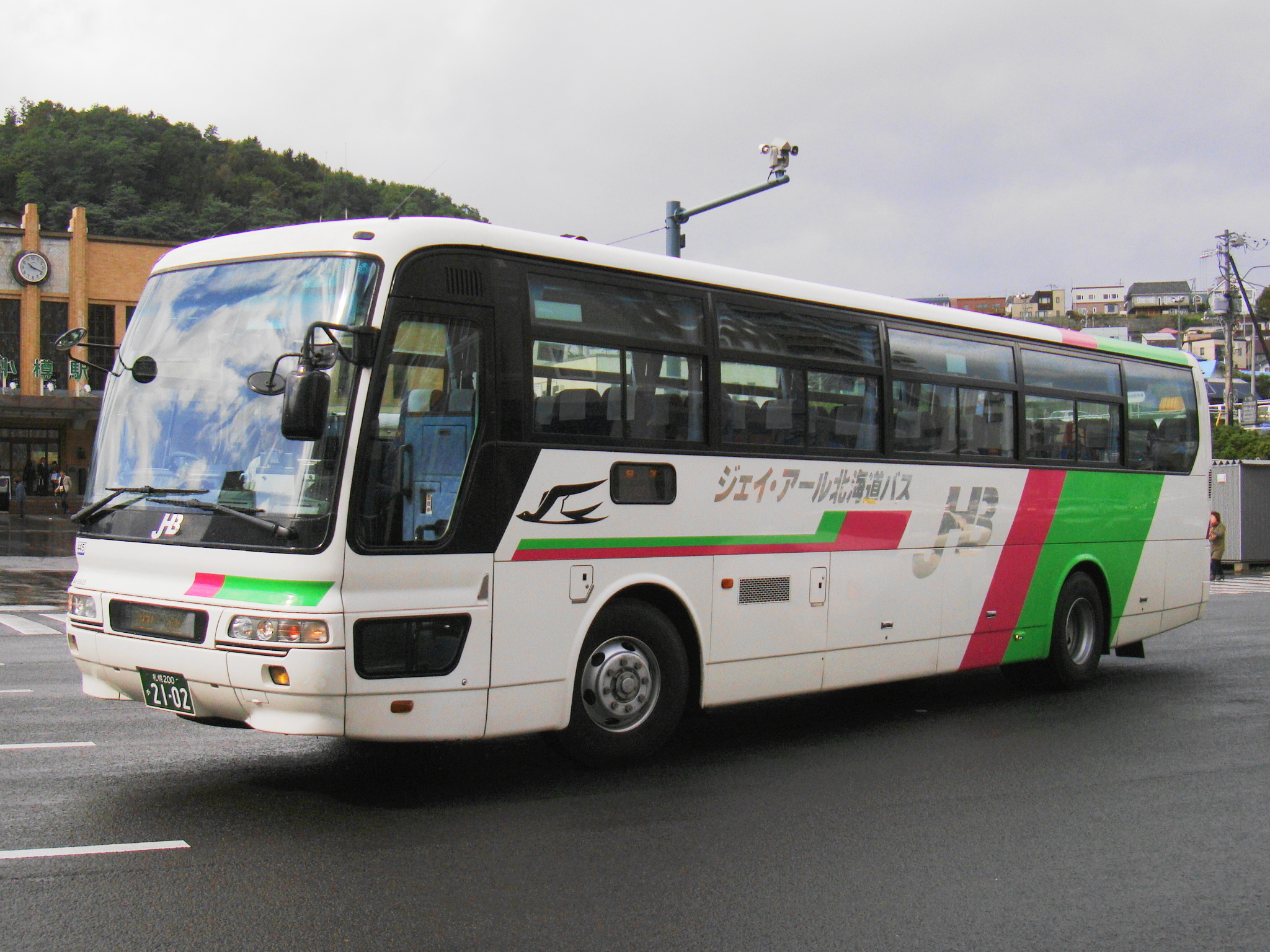
高速おたる号 644-5805
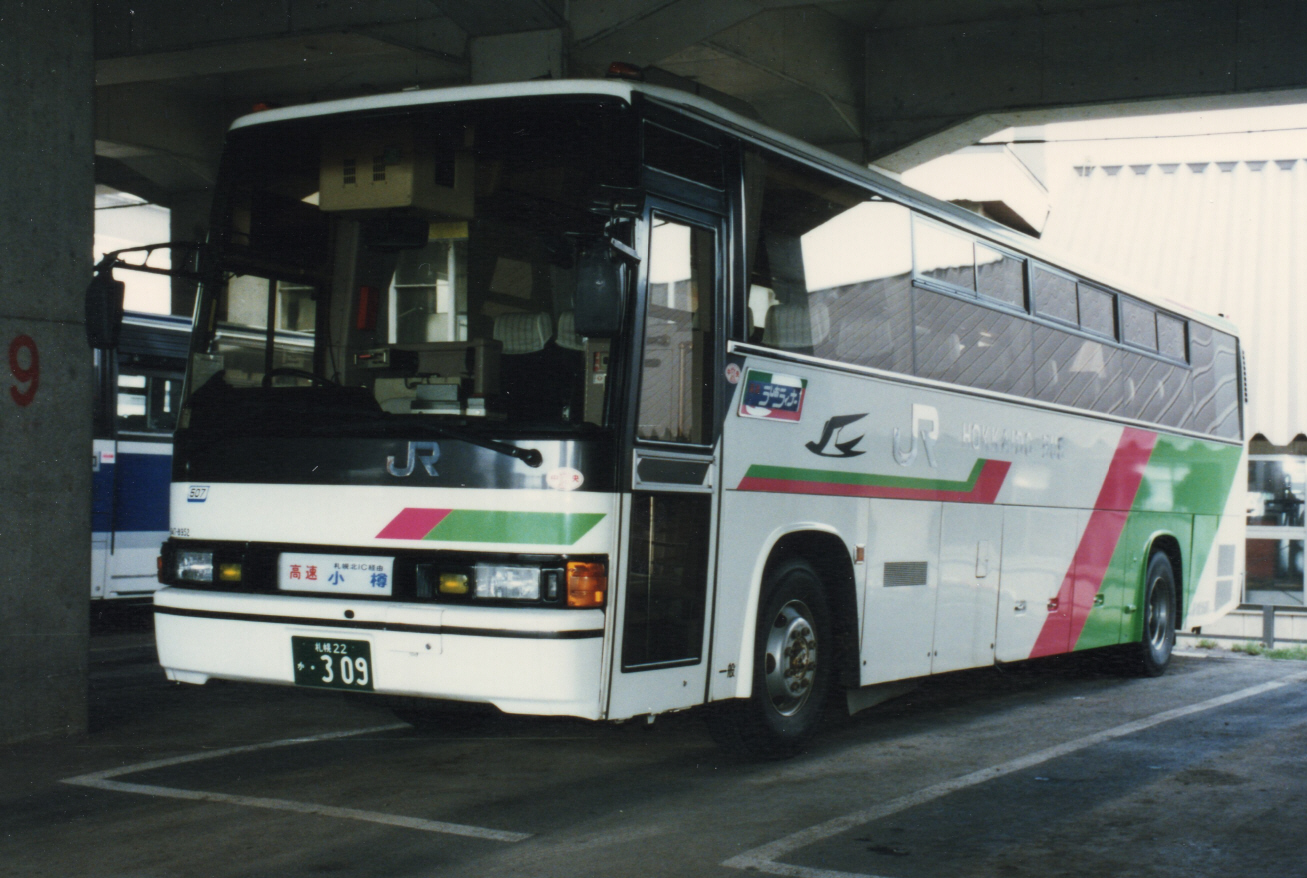
うしおライナー 647-8952

#### 北海道中央バス運行便との共通乗車券
高速おたる号の乗車券は発行会社に関わらず両社運行便とも利用できる共通乗車制度を採っているが、一部割引乗車券には制限がある。詳細は公式サイト等を参照。
ジェイ・アール北海道バス運行便のみ利用可能
- JR鉄道会社が発行し、高速おたる号を利用可能範囲に含む特別企画乗車券（北海道フリーパス[49]等）

北海道中央バス運行便のみ利用可能
- 北海道中央バス株主優待（乗車証、割引乗車券）[50]
- 北海道中央バスが発行し、札幌 - 小樽間乗車券と他乗車券や観光地入場等を組み合わせたセット券は、北海道中央バス運行便のみ利用可能なもの（ぐらんぶる・しりべしフリーきっぷ[51]等）と、両社運行便とも利用可能なもの（小樽1日フリーセット券[52]等）が混在する。

北海道中央バス単独運行の望洋台経由と、小樽駅以遠へ乗り入れる便については札樽線 (北海道中央バス)を参照。これらの路線についても、札幌 - 小樽駅間の乗車券は同様の扱いとなる。

## 休廃止系統
鉄北線
- 手60：手稲駅北口 - 手稲営業所前
  - 2001年（平成13年）12月1日、新設[23]。
  - 2016年（平成28年）4月1日、系統廃止[28]。

札幌国際スキー場線
- JR札幌駅・北24条西5丁目・麻生駅・宮の沢駅 - （高速） - 札幌国際スキー場
- 中島公園駅・円山公園駅・地下鉄琴似駅・宮の沢駅 - （高速） - 札幌国際スキー場
  - 2016 - 2017年シーズンまで運行[53]。

札幌キロロ線
- 札幌ターミナル・札幌駅前ターミナル - （高速） - キロロリゾート（中央バスと共同運行）
  - 2014 - 2015年シーズンまで運行[54]。2015 - 2016年シーズンより中央バス単独運行となり、2018 - 2019年シーズンをもって廃止[55][56]。

富丘高台線
- 手100：手稲駅北口 - 前田3条8丁目 - 稲積公園駅 - 富丘通 - 富丘4条3丁目 - 千代ヶ丘団地前 - 手稲駅南口
  - 2022年（令和4年）12月1日、廃止[57]。

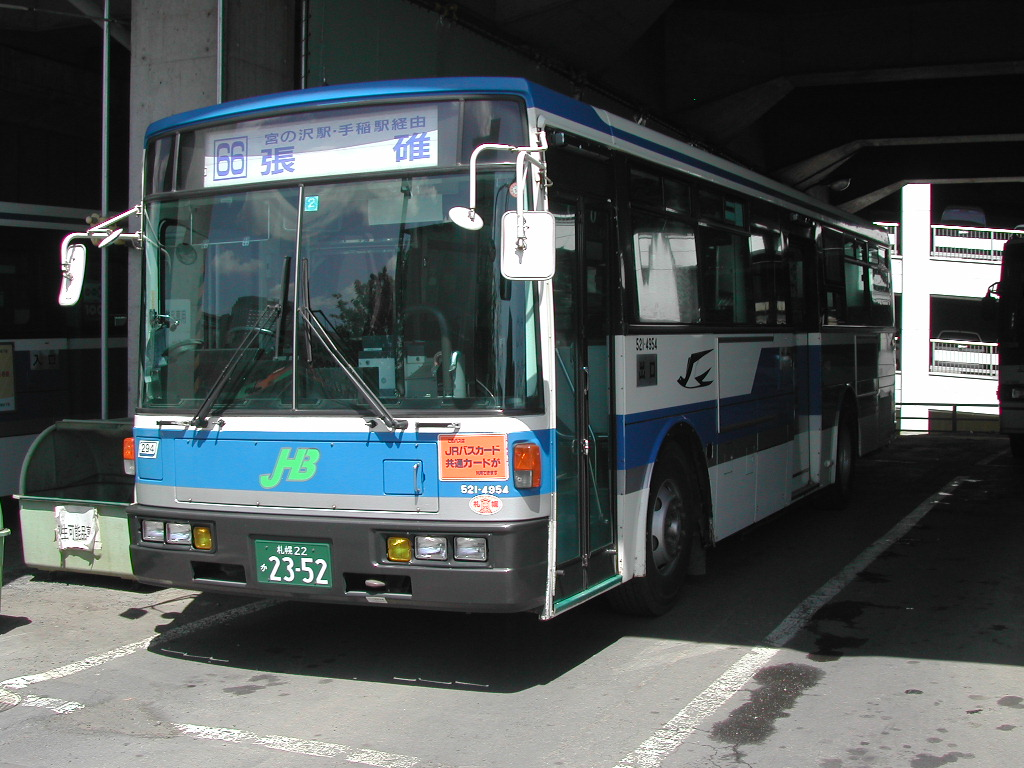
待機中の66 張碓行 521-4954
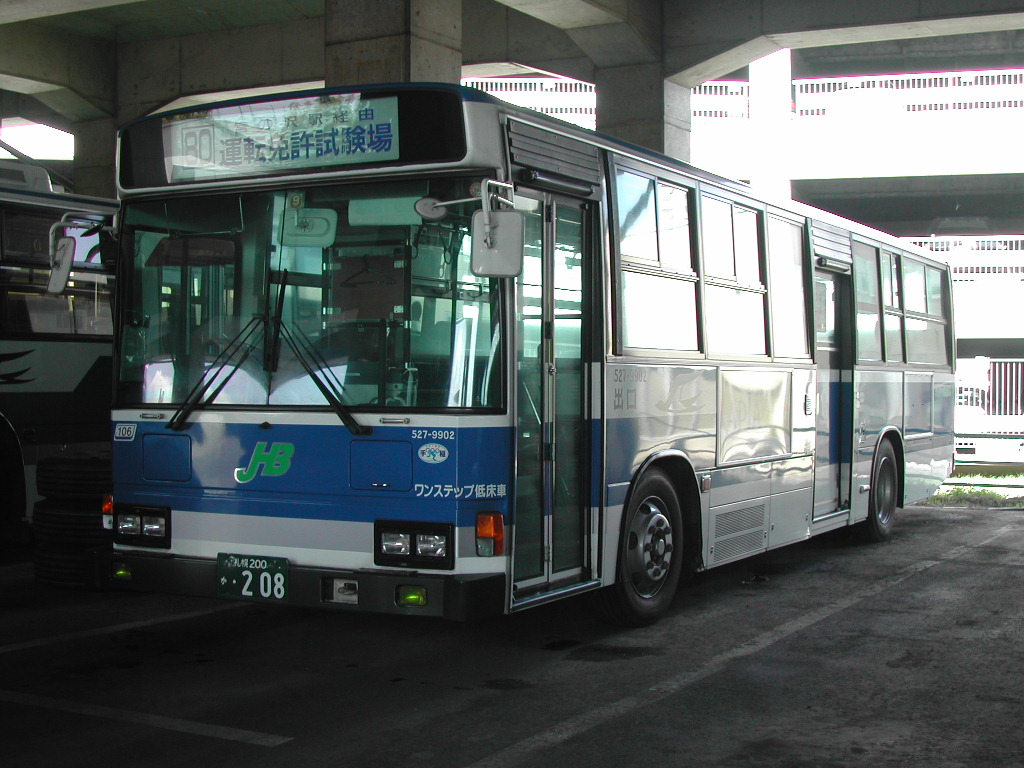
80 JR札幌駅 - 運転免許試験場 527-9902
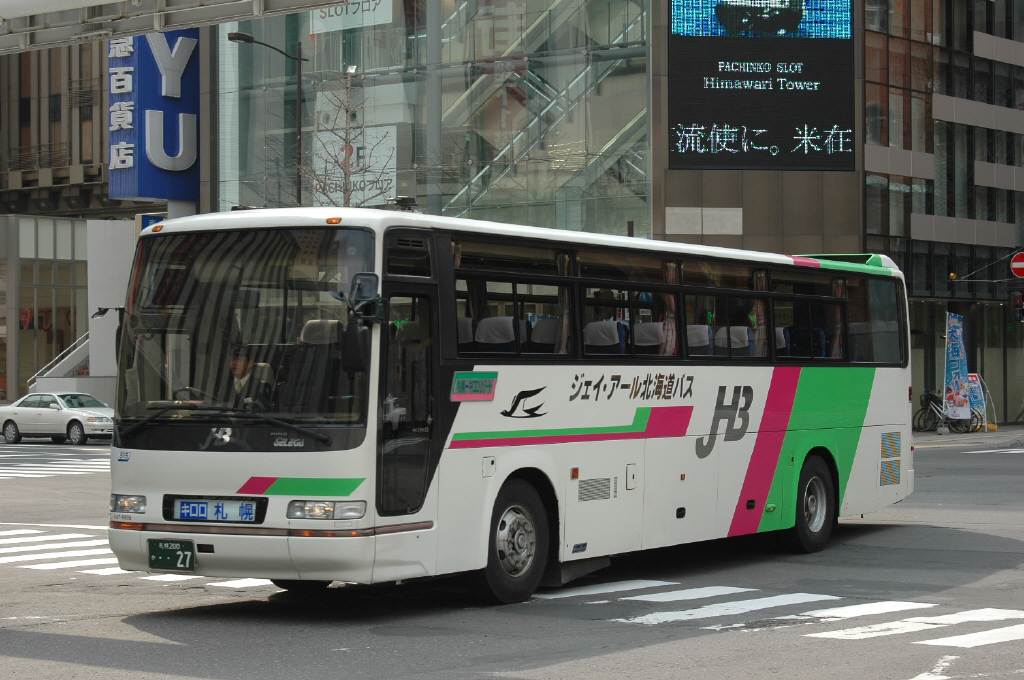
札幌キロロ線 647-8909
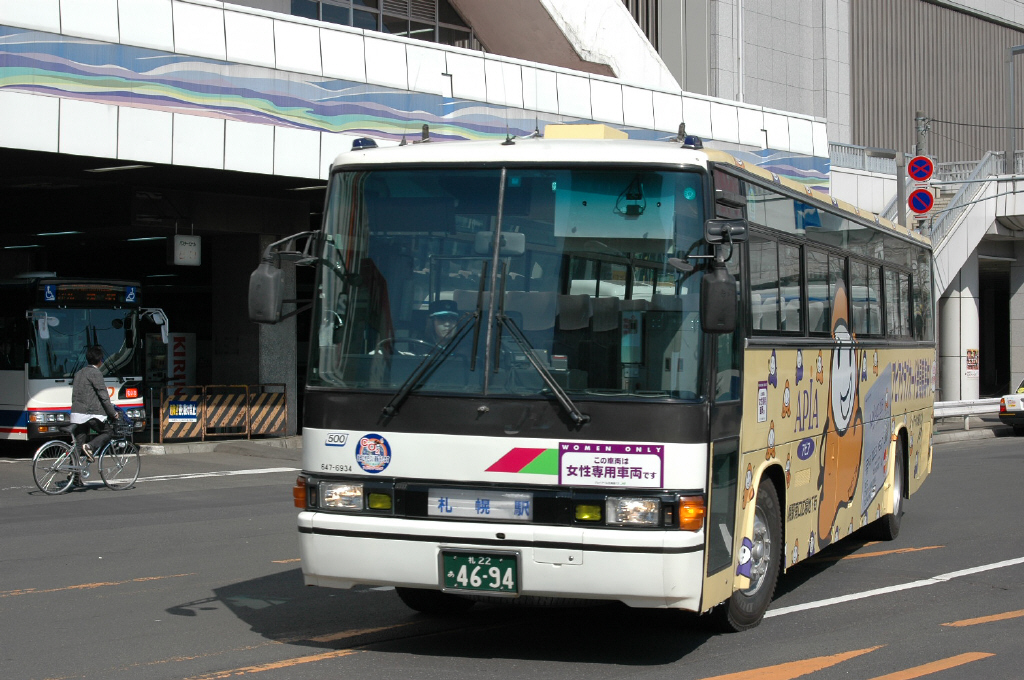
女性専用バス 647-6934
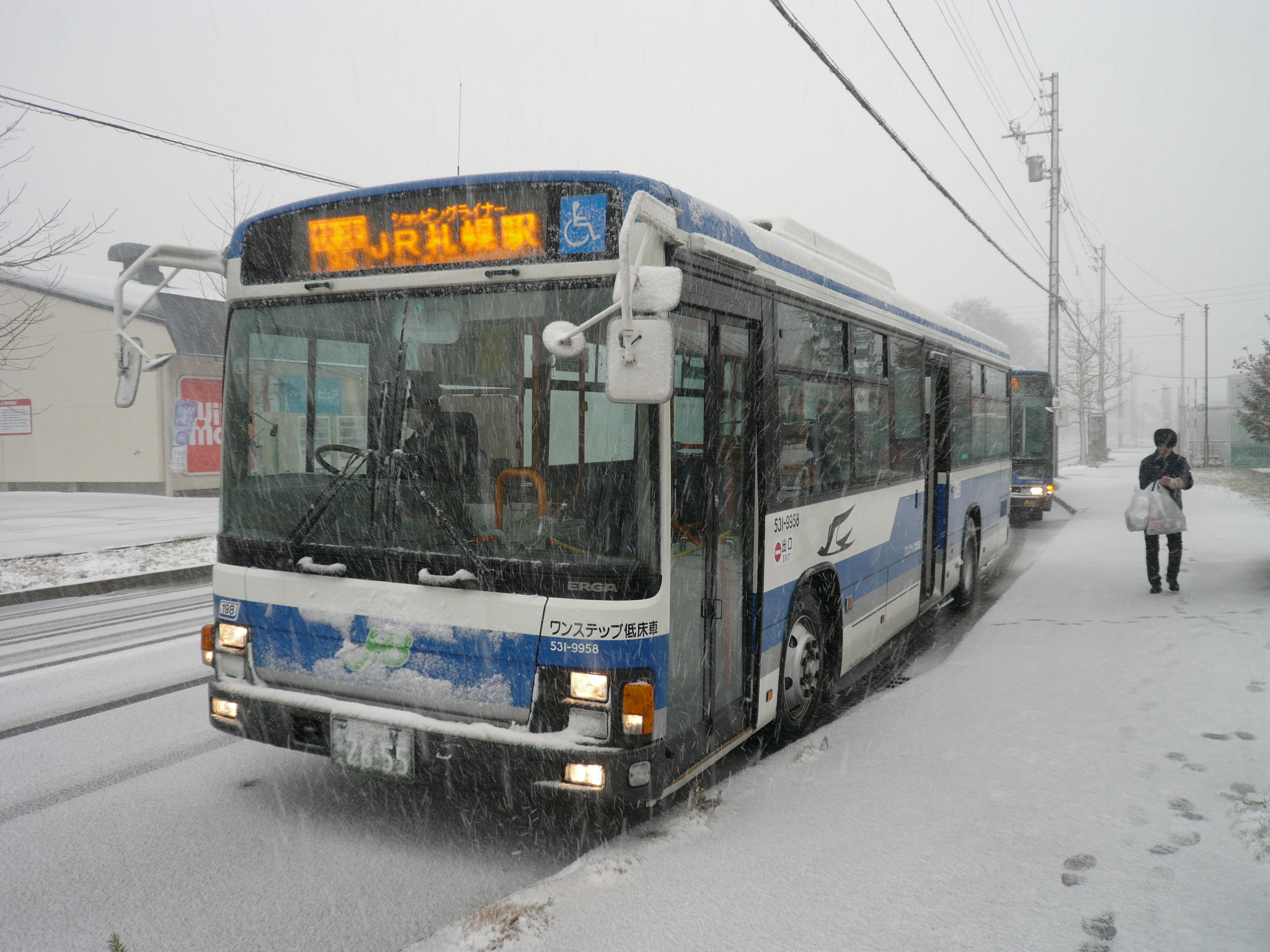
快速95「ショッピングライナー」 531-9958
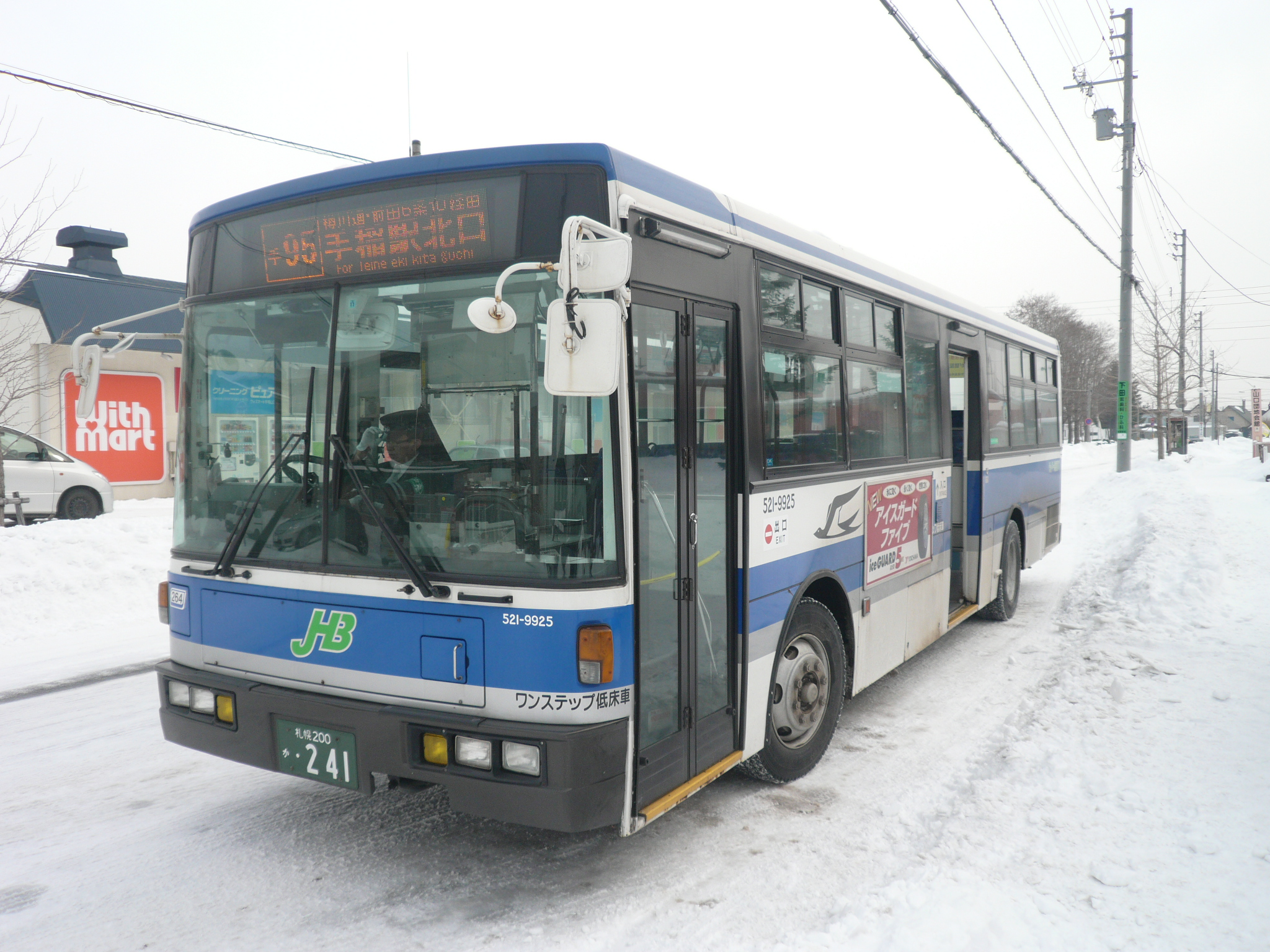
手95 手稲駅北口行 521-9925

## 担当営業所
本項に記述した系統のうち、高速おたる号を除く全ての系統を手稲営業所が担当。手稲営業所以外は以下の系統を担当。ほか、他営業所が主担当の系統を運行する場合などもある。
- 琴似営業所：高速おたる号
- 小樽営業所：高速おたる号、小樽線、手稲線、西町線

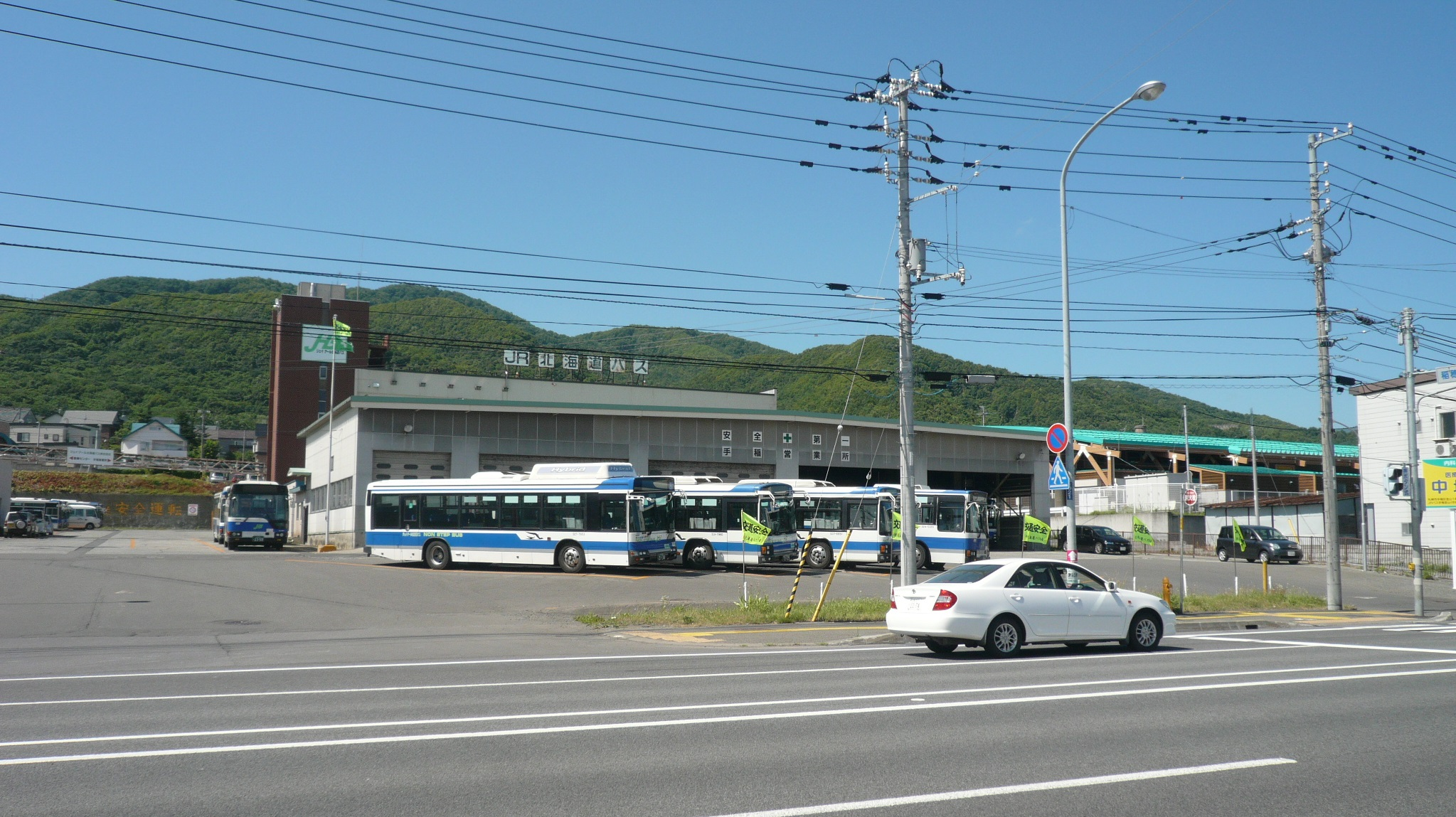
手稲営業所
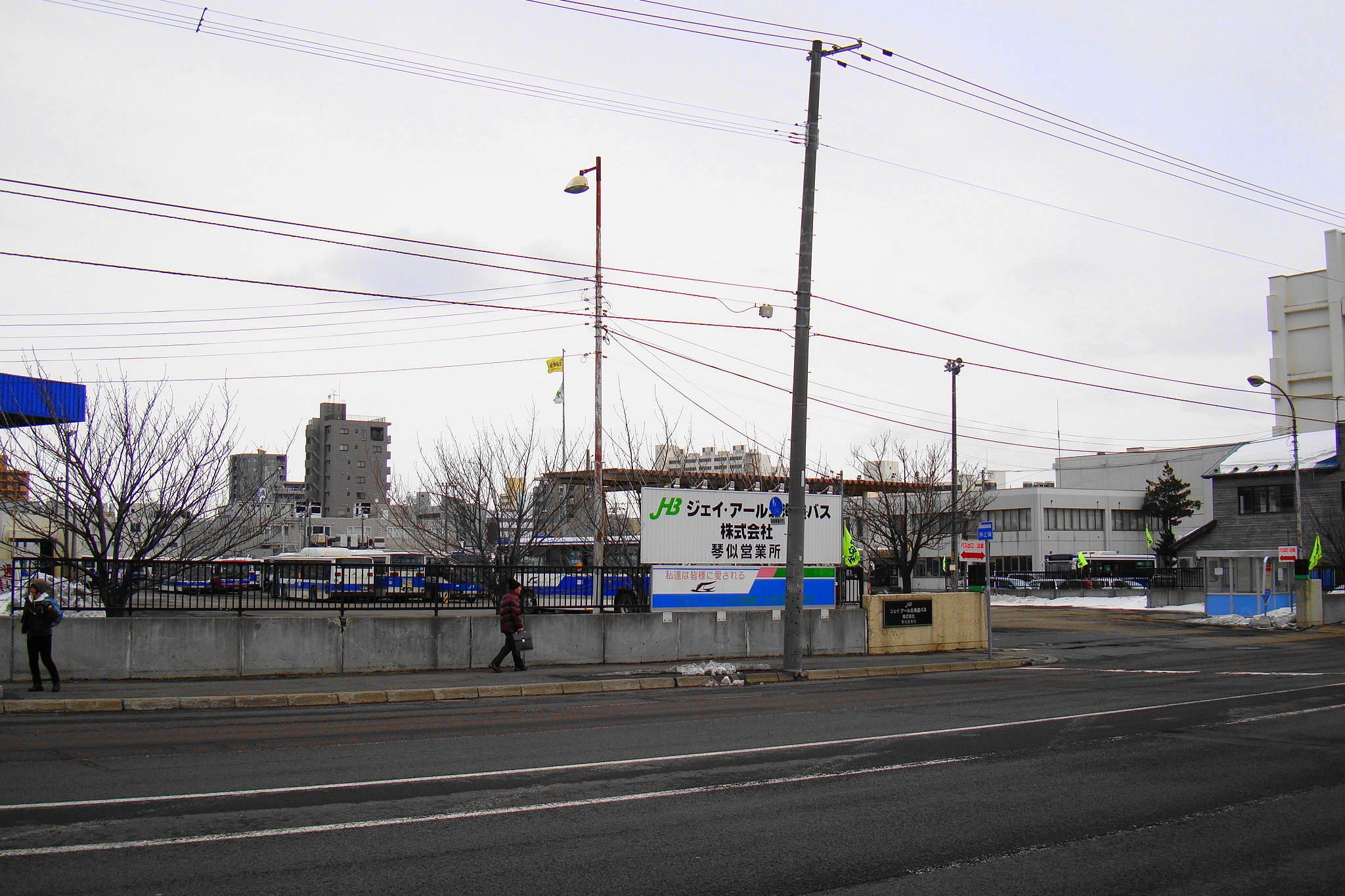
琴似営業所
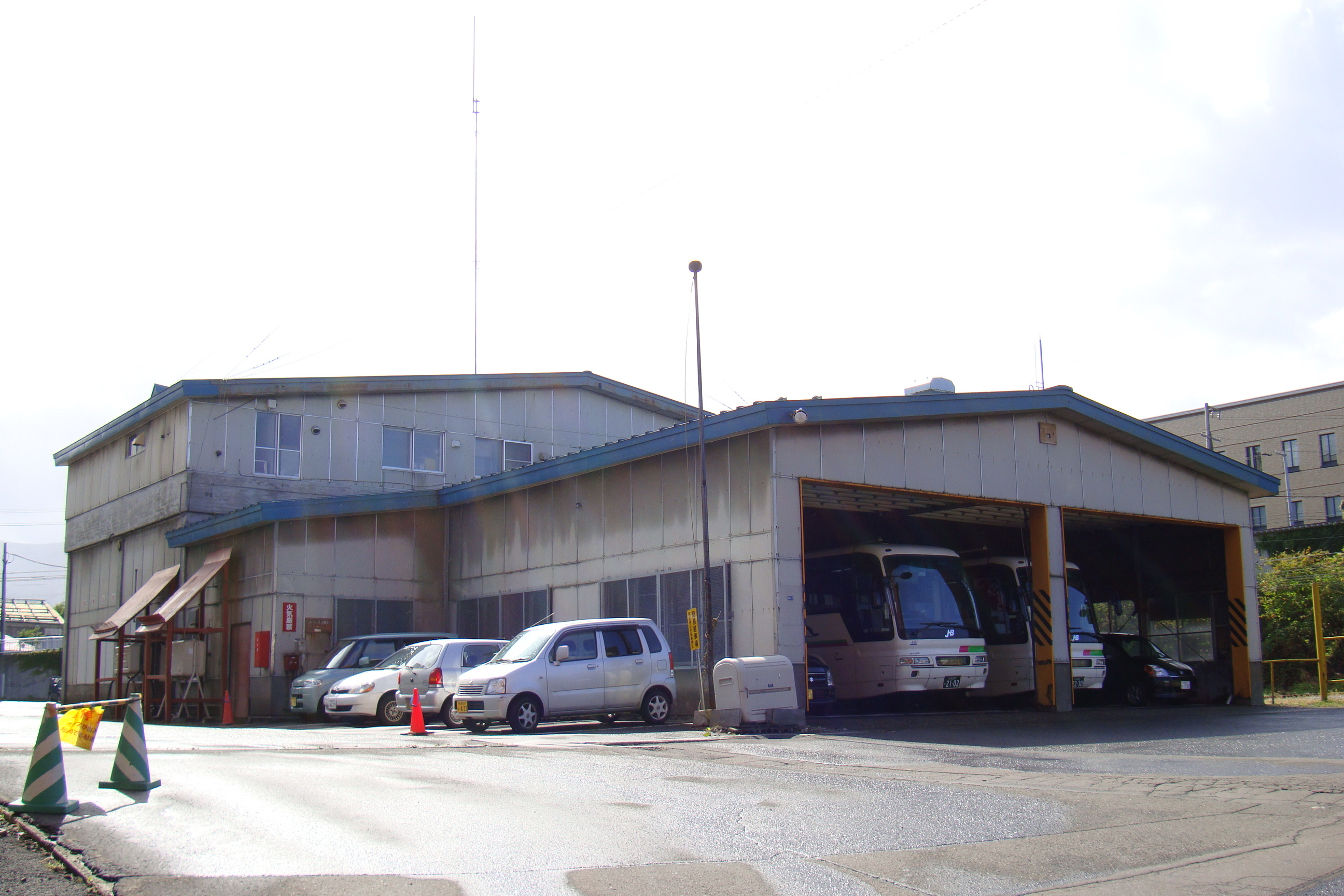
小樽営業所
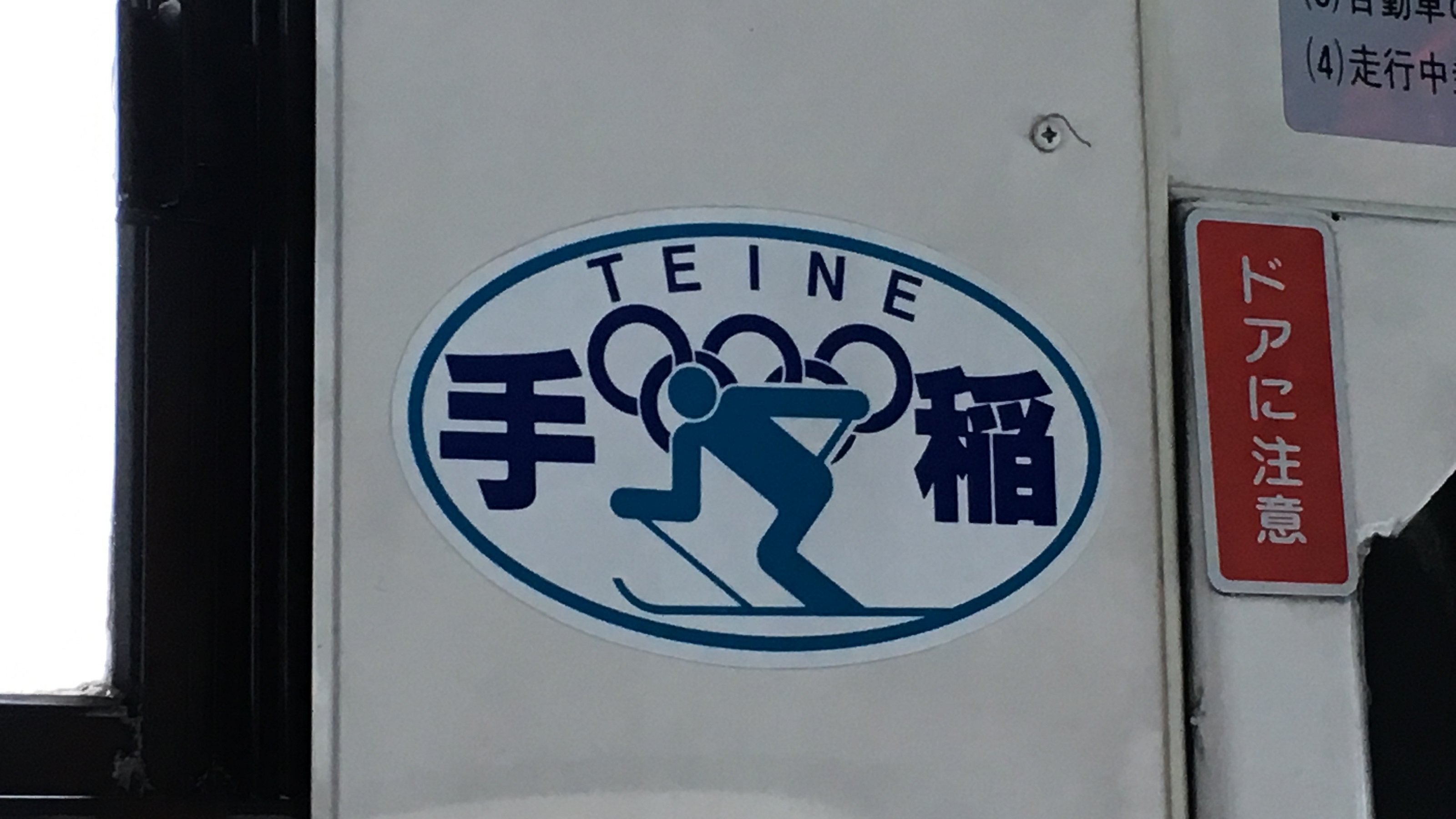
手稲営業所所属ステッカー
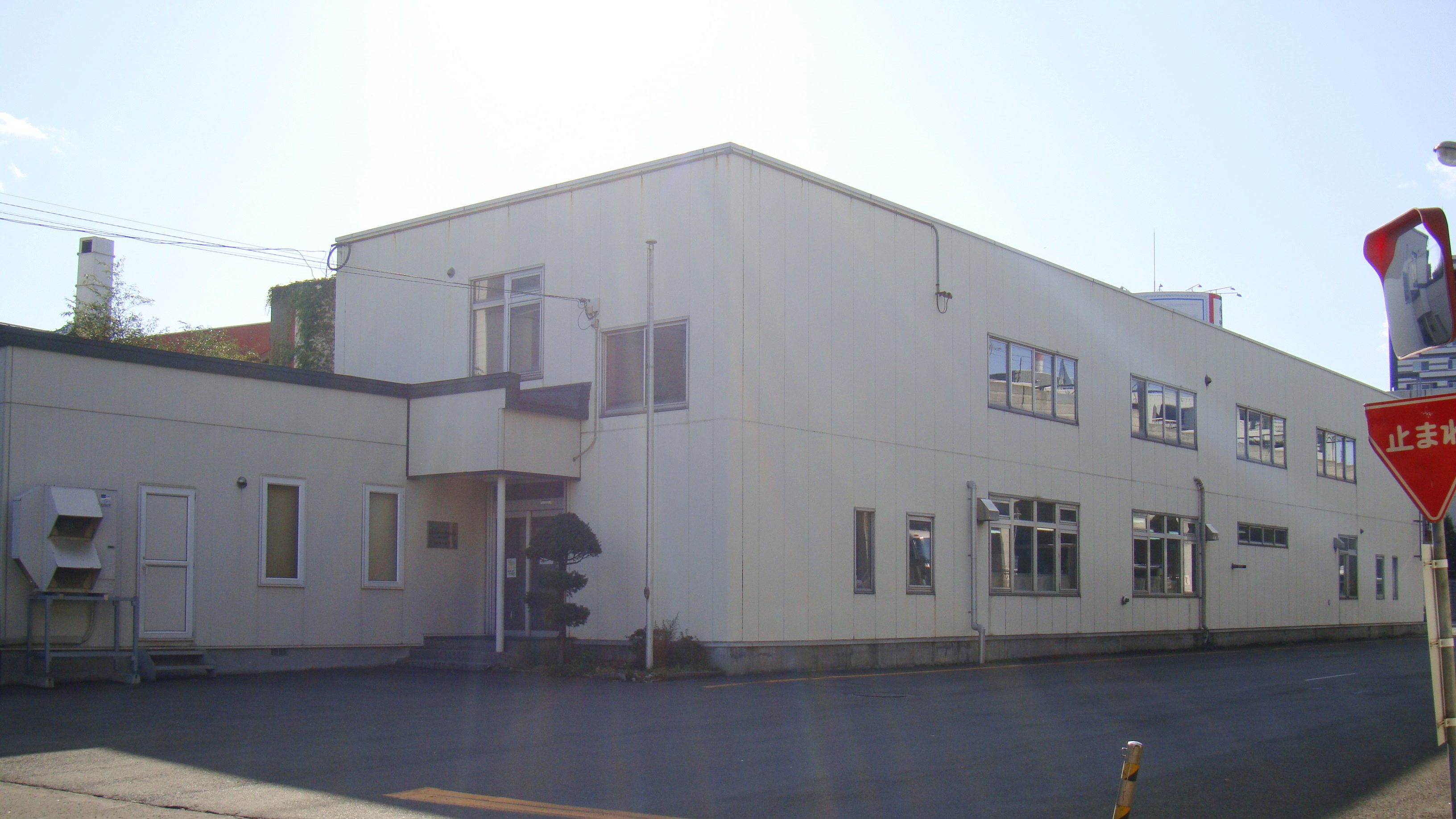
札幌営業所（2022年3月31日をもって閉所）